# 國立中興大學農業暨自然資源學院實驗林管理處
國立中興大學農業暨自然資源學院實驗林管理處（簡稱國立中興大學實驗林管理處、興大實驗林管處、興大林管處），為國立中興大學附屬的森林管理單位，隸屬於國立中興大學農業暨自然資源學院。轄有惠蓀林場、新化林場、東勢林場、文山林場與植物標本園，總面積達8,272公頃。

## 歷史

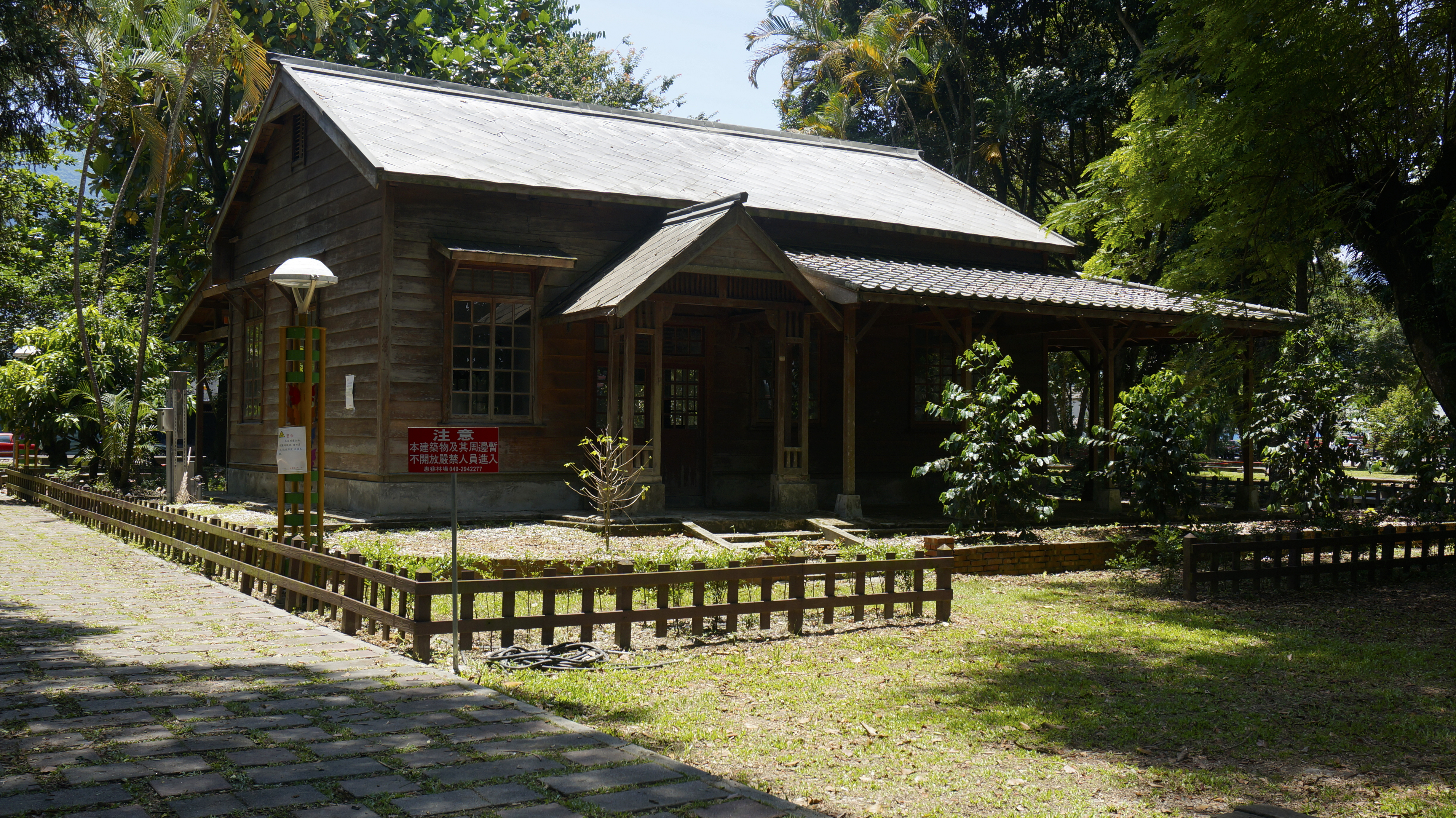
興大林管處（原北海道帝國大學農學部附屬台灣演習林辦公室）

- 1920年，台灣總督府農林專門學校（國立中興大學前身）在臺中州東勢郡東勢街（今臺中市東勢區）設置臺中演習林（東勢林場）及台南州新化郡新化街（今臺南市新化區）設置臺南演習林（新化林場）。
- 1941年，台灣總督府農林專門學校改制為台北帝國大學農林專門部後，於台北州文山郡新店街（今新北市新店區）再增設臺北演習林（文山林場）。
- 1949年，位於南投縣仁愛鄉原屬於日本北海道帝國大學演習林的第三示範林場（惠蓀林場）撥交臺灣省立農學院。
- 1950年，於南投縣埔里鎮成立「臺灣省立農學院實驗林管理處」。
- 1954年8月，演習林管理處遷至臺中市南區校本部，原埔里鎮處址改為植物標本園。
- 1961年7月1日，臺灣省立農學院（臺中）與臺灣省立法商學院（臺北）合併為「臺灣省立中興大學」後，更名為「臺灣省立中興大學農學院實驗林管理處」。
- 1971年7月1日，興大改制為「國立中興大學」後，再更名為「國立中興大學農學院實驗林管理處」。
- 2003年隨國立中興大學農學院改組為國立中興大學農業暨自然資源學院後，更名為「國立中興大學農業暨自然資源學院實驗林管理處」[3]。

## 林場
惠蓀林場亦為惠蓀國家森林遊樂區，位於南投縣仁愛鄉，兼具亞熱帶與溫帶林，面積達7,477公頃（分為19個林班地），守城山為林場海拔最高處（2,419公尺）；蘊含自然資源相當豐富，惠蓀咖啡即為此處出產的咖啡。
新化林場位於台南市新化區仁，屬於熱帶林與保安林，面積有373公頃（分為10個林班地），觀音山為林場海拔最高處（154公尺）；為虎頭埤上游集水區。
東勢林場位於台中市東勢區，屬於亞熱帶林，面積有302公頃（分為25個林班地），珍重山為林場海拔最高處（559公尺）；目前以租地造林方式經營管理。
文山林場位於新北市新店區，屬於亞熱帶林，面積有117公頃（分為5個林班地），直潭山為林場海拔最高處（732公尺）；為台北水源特定區。

## 組織
置處長、秘書各1人，由農資學院院長提名，報請校長聘任之。員工編制員額（含林場）有研究人員1名、組長2名、技正4名、技士8名、技佐3名、組員1名、主計主任1名、人事管理員1名，共計21名職員，另有21名技術工友、3名工友協助相關業務。
- 處長：王升陽
  - 秘書

內部單位
- 育林組
- 經營組
- 研究發展組
- 育樂及推廣組
- 總務組
- 主計室
- 人事管理員

## 外部連結
- （繁體中文）國立中興大學農業暨自然資源學院實驗林管理處（页面存档备份，存于）